# Vakantiebon
Een vakantiebon (vaak vakantiebonnen en in het verleden vakantiezegels) is een vorm van loonbetaling van een werkgever aan een werknemer die middels een derde partij wordt verzorgd. Doel van deze constructie is een werknemer te verzekeren van doorbetaling van vakantiedagen en uitbetaling van vakantiegeld indien deze niet doorlopend bij één werkgever in dienst is. Het systeem was decennialang met name in de bouw gebruikelijk en wordt nog gebruikt in de sectoren metaal, techniek en het schildersvak.

## Opzet
Vakantiebonnen vertegenwoordigen een bedrag in loon en/of vakantiegeld. Een werkgever koopt ze in bij een daartoe ingesteld fonds, opgezet door bijvoorbeeld de bedrijfstak of vakbond. Bij de uitbetaling van loon krijgt de werknemer een zeker percentage uitgekeerd in de vorm van deze bonnen. Op de loonstrook wordt de nettowaarde van de bonnen vermeld, aangezien de belasting vooruit wordt verrekend. In de regel zal de werknemer de bonnen in juni verzilveren bij het 'vakantiefonds'.

## Geschiedenis
In 1929 werd vakantierecht voor het eerst in de cao voor de bouw opgenomen en met behulp van vakantiezegels kwam in 1930 de eerste bouwvakvakantie tot stand. Zij duurde dat jaar drie dagen. In 1953 werd het stelsel van diverse fondsen met honderden verschillende zegels ondergebracht bij het Vacantiefonds voor de Bouwnijverheid. Zegels (en later bonnen) werden mede daardoor echter gevoelig voor diefstal, fraude en vervalsing. Zo werd in november 1978 voor een miljoen gulden aan bonnen gestolen. In 1985 stapte de sector over op een geautomatiseerd stelsel, hetgeen in 2006 werd veranderd in een tijdspaarsysteem waarbij ook zaken als een vroegpensioen werden geregeld.
In 2007 stapte de schoenmakerij over van een systeem met bonnen of zegels op de "normale" toestand dat de werkgever eens per jaar vakantiegeld en -dagen uitbetaalt.
De cao-schilders schaft met ingang van 22 mei 2016 de vakantiebonnen af.